# Eyelash Crevasse
Die Eyelash Crevasse (englisch für Wimperngletscherspalte) ist eine 2,5 km lange, dauerhafte Gletscherspalte im Australischen Antarktis-Territorium. Sie befindet sich im Eis des Polarplateaus 20 km westlich des Turnstile Ridge am nordwestlichen Ende der Britannia Range.
Das Advisory Committee on Antarctic Names verlieh ihr im Jahr 2002 ihren deskriptiven Namen. Namensgebend ist ihr Muster aus Eisfissuren, das an Augenwimpern erinnert.